# Jim Wilson (Filmproduzent)
Jim Wilson (* im 20. Jahrhundert) ist ein US-amerikanischer Filmproduzent, Filmregisseur und Drehbuchautor. International bekannt wurde er durch die Produktion der Kinofilme Der mit dem Wolf tanzt, Wyatt Earp – Das Leben einer Legende, Message in a Bottle – Der Beginn einer großen Liebe und Mr. Brooks – Der Mörder in Dir.

## Leben und Karriere
Jim Wilson ist seit den frühen 1980er Jahren im Filmgeschäft in verschiedenen Funktionen tätig. Er besuchte das Antioch College und war Absolvent des Berkeley Film Institute. Wilson begann seine Filmkarriere 1983 als Regisseur und Filmproduzent für das Drama Gewagtes Spiel. In der Hauptrolle spielte Kevin Costner. Dort begann die langjährige Zusammenarbeit mit seinem Freund Costner und dem Schriftsteller und Drehbuchautor Michael Blake, den er in Berkeley kennengelernt hatte. Mit Kevin Costner hat Wilson seit diesem Zeitpunkt elf gemeinsame Filmprojekte aus der Taufe gehoben, darunter das vielfach ausgezeichnete Oscar-prämierte Westerndrama Der mit dem Wolf tanzt, wo Jim Wilson selbst einen Oscar in der Kategorie Bester Film erhielt, die Kinoproduktion Bodyguard, die Fernsehminiserie 500 Nations – Die Geschichte der Indianer, den Psychothriller Mr. Brooks – Der Mörder in Dir oder die sozialkritische Politikfabel Swing Vote – Die beste Wahl. Die meisten dieser Filme wurden durch die von Costner und Wilson gegründete Produktionsfirma TIG Productions realisiert.
Neben seiner Zusammenarbeit mit Costner produzierte Jim Wilson auch Filme wie Rapa Nui – Rebellion im Paradies mit Jason Scott Lee, Esai Morales, Sandrine Holt, die Regie führte Kevin Reynolds, mit dem Wilson auch mehrfach arbeitete oder die Satire Kopf über Wasser mit Cameron Diaz, wo Wilson auch selbst die Regie übernahm. Sein letztes Projekt das Filmdrama 50 to 1 hatte im März 2014 in der Besetzung Skeet Ulrich, Christian Kane und William Devane Premiere.
Jim Wilson produzierte in seiner Karriere über 15 Kinofilme, nahm selbst sechs Mal bei einem Film auf dem Regiestuhl Platz und schrieb auch zwei Drehbücher zu seinen Filmen selbst.

## Auszeichnungen
- 1991: Oscar in der Kategorie Bester Film bei der Verleihung 1991 für Der mit dem Wolf tanzt
- 1998: Goldene Himbeere in der Kategorie Schlechtester Film bei der Verleihung 1998 für Postman

## Filmografie (Auswahl)

### Filmproduzent
- 1983: Gewagtes Spiel (Stacy's Knights)
- 1986: Smart Alec
- 1990: Eine gefährliche Affäre (Revenge)
- 1990: Der mit dem Wolf tanzt (Dances with Wolves)
- 1992: Bodyguard (The Bodyguard)
- 1994: Rapa Nui – Rebellion im Paradies (Rapa Nui)
- 1994: Wyatt Earp – Das Leben einer Legende (Wyatt Earp)
- 1994: 500 Nations – Die Geschichte der Indianer (500 Nations) (Fernsehminiserie)
- 1996: Kopf über Wasser (Head Above Water)
- 1997: Postman (The Postman)
- 1999: Message in a Bottle – Der Beginn einer großen Liebe (Message in a Bottle)
- 2006: Laffit: All About Winning (Dokumentarfilm)
- 2006: Whirlygirl
- 2007: Mr. Brooks – Der Mörder in Dir (Mr. Brooks)
- 2008: Swing Vote – Die beste Wahl (Swing Vote)
- 2014: 50 to 1

### Filmregisseur
- 1983: Gewagtes Spiel (Stacy's Knights)
- 1986: Smart Alec
- 1996: Kopf über Wasser (Head Above Water)
- 2006: Laffit: All About Winning (Dokumentarfilm)
- 2006: Whirlygirl
- 2014: 50 to 1

### Drehbuchautor
- 1986: Smart Alec (Promises in the Dark)
- 2014: 50 to 1